# Greensboro (Floride)
Pour les articles homonymes, voir Greensboro (homonymie).
Greensboro est une ville américaine située dans le comté de Gadsden, dans la région de Big Bend, en Floride.

## Démographie
| 1910 | 1920 | 1930 | 1940 | 1950 | 1960 |
| ---- | ---- | ---- | ---- | ---- | ---- |
| 175  | 302  | 350  | 443  | 565  | 709  |

| 1970 | 1980 | 1990 | 2000 | 2010 | - |
| ---- | ---- | ---- | ---- | ---- | - |
| 716  | 562  | 586  | 619  | 602  | - |

Selon le recensement de 2010, Greensboro compte 602 habitants. La municipalité s'étend sur 1,01 milles carrés (2,62 km2).